# جايسون هارتمان
جايسون هارتمان (بالإنجليزية: Jason Hartmann)‏ هو عداء مراثوني أمريكي، ولد في 23 مارس 1981 في غراند رابيدز في الولايات المتحدة.

## وصلات خارجية
- جايسون هارتمان على موقع الاتحاد الدولي لألعاب القوى (الإنجليزية)